# Barna szemeslepke
A barna szemeslepke (Hipparchia semele) a rovarok (Insecta) osztályának a lepkék (Lepidoptera) rendjébe, ezen belül a tarkalepkefélék (Nymphalidae) családjába tartozó faj.

## Előfordulása
A barna szemeslepke előfordulási területe Európa legnagyobb része, valamint Ázsia nyugati és északi részei.

## Megjelenése
A hím szárnyfesztávolsága 50–55 milliméter, míg a nőstényé 55–62 milliméter.

## Életmódja
Ez a lepkefaj főleg a nyílt füves pusztákat és a szárazabb élőhelyeket kedveli. A hernyó számos perjefélével (Poaceae) táplálkozik.